# Chlothar III.
Chlothar III. také Chlothar, Chlotaire, Chlotochar nebo Hlothar (652–673) byl král Neustrie a Burgundska z rodu Merovejců a nejstarší syn Chlovika II. a Balthildy. Když Chlodvík v roce 657 zemřel, Chlothar ještě nezletilý nastoupil na trůn. Vlády se prozatím ujala jeho matka Bathilda jako regentka.

## Životopis
O době vlády Chlothara se dochovalo jen velmi málo informací. Historia Langobardorum uvádí, že na počátku 60. let 7. století napadla franská vojska Provence a poté Itálii, přitom poblíž Alby narazila na tábor langobardského krále Grimoalda I. z Beneventa. Frankové tábor vyplenili a pak oslavovali vítězství. Grimoald se po půlnoci vrátil a franská vojska donutil k ústupu zpět do Neustrie.
V záznamech životopisce svatého Eligia je uvedeno, že po smrti světce v roce 661, postihl franskou říši mor, který snížil počet obyvatel franských měst. Podle záznamů Beda se nemoc rozšířila v roce 664 i na Britské ostrovy, kde udeřila stejnou silou jako ve Franské říši.
Po smrti Sigiberta III. Austrasiané požadovali nezávislost a vlastního krále, proto v roce 662 Chlothar uvolnil trůn v Austrasii pro nezletilého Chlodvíkova syna Childericha II.
Během jeho vlády zemřel majordomus královského paláce Erchinoald, franská šlechta následně zvolila Ebroina, jehož raná správní autorita byla velmi výrazná. Beda ve svých spisech zaznamenal událost z roku 668, kdy nově jmenovaný Theodor z Canterbury mohl cestovat franským královstvím pouze z Říma a pouze se svolením majordoma. Chlothar mohl být v této době politicky aktivnější, protože dosáhl plnoletosti v roce 669. Na Ebroinovu autoritářskou správu reagoval biskup z Autunu tím, že Ebroina z funkce odvolal. Po smrti Chlothara se Ebroin úřadu znovu zmocnil za pomoci dosazného Chlodvíka III., který snad měl být synem Chlothara. V kronice Liber Historiae Francorum z roku 727, která je nejbližší tehdejšímu období se pouze uvádí, že Chlothar vládl čtyři roky (pravděpodobně jeho aktivní roky 669–673) a poté zemřel. Je zmíněný i v chronologické poznámce Viktoriánské velikonoční tabulky z roku 673, jako stále aktivní v šestnáctém roce své vlády. Později téhož roku se králem stal jeho bratr Theuderich III.
V některých pozdějších kronikách je Chlothar III. popisován jako první líný král (roi fainéant) merovejské dynastie.